# سامسونج جالكسي واي
سامسونج جالاكسي Y (بالإنجليزية: Samsung Galaxy Y)‏ هو هاتف ذكي من سامسونج ضمن سلسلة سامسونج جالاكسي يعمل بنظام أندرويد، تم طرحه في الأسواق في أغسطس 2011.

## الخصائص
- نظام التشغيل: أندرويد 2.3.6 قابل للترقية
- الكاميرا الخلفية: 2 ميجابكسل
- الشاشة: شاشة لمس
- الوزن: 97.5 غ (3.44 أونصة)
- المعالج: 832 ميجا هرتز
- الذاكرة: 384 ميجابايت
- التخزين: 190 ميجابايت